# Зерти (Лачынский район)
Зерти (азерб. Zerti) — село в Зертинском сельском административно-территориальном округе Лачинского района Азербайджана.

## История
7 февраля 1991 года решением № 54-XII село Гарыкаха было упразднено. В селе Зерти расположился сельсовет.
В 1923 году село стало частью Курдистанского уезда. 8 апреля 1929 года уезд был упразднён. Село вошло в состав Лачинского района.
В 1992 году было оккупировано армянскими войсками. 1 декабря 2020 года освобождено.

## Экономика
26 августа 2023 года введён в строй агропромышленный парк «Лачин». Парк рассчитан на 46 предприятий. Площадь парка — 52 гектара. На май 2025 года в парке действует 12 предприятий, в том числе лачинский филиал обувной фабрики «PIRSHAGHI», швейная фабрика «LATIFA».
Лачинский филиал обувной фабрики «PIRSHAGHI» открыт 27 мая 2025 года. В филиал инвестировано 367 900 манат. Мощность филиала — 1 500 пар мужской, женской и детской обуви в месяц. Будет выпускаться спортивная и классическая обувь.
Швейная фабрика «LATIFA» также открыта 27 мая 2025 года. В фабрику инвестировано 1,2 млн манат. Мощность фабрики — 2 тысячи единиц текстильных изделий в день. На фабрике будут производиться спортивные комплекты, эксклюзивная одежда.

## Инфраструктура
27 мая 2025 года открыт комплекс отдыха «Лачин». Комплекс расположен в горах. Площадь комплекса — 42 000 м2. Занимает территорию 11,2 гектар. В комплексе расположен отель на 120 номеров, 8 коттеджей. Рассчитан на 324 посетителя.